# Campo (Veneza)

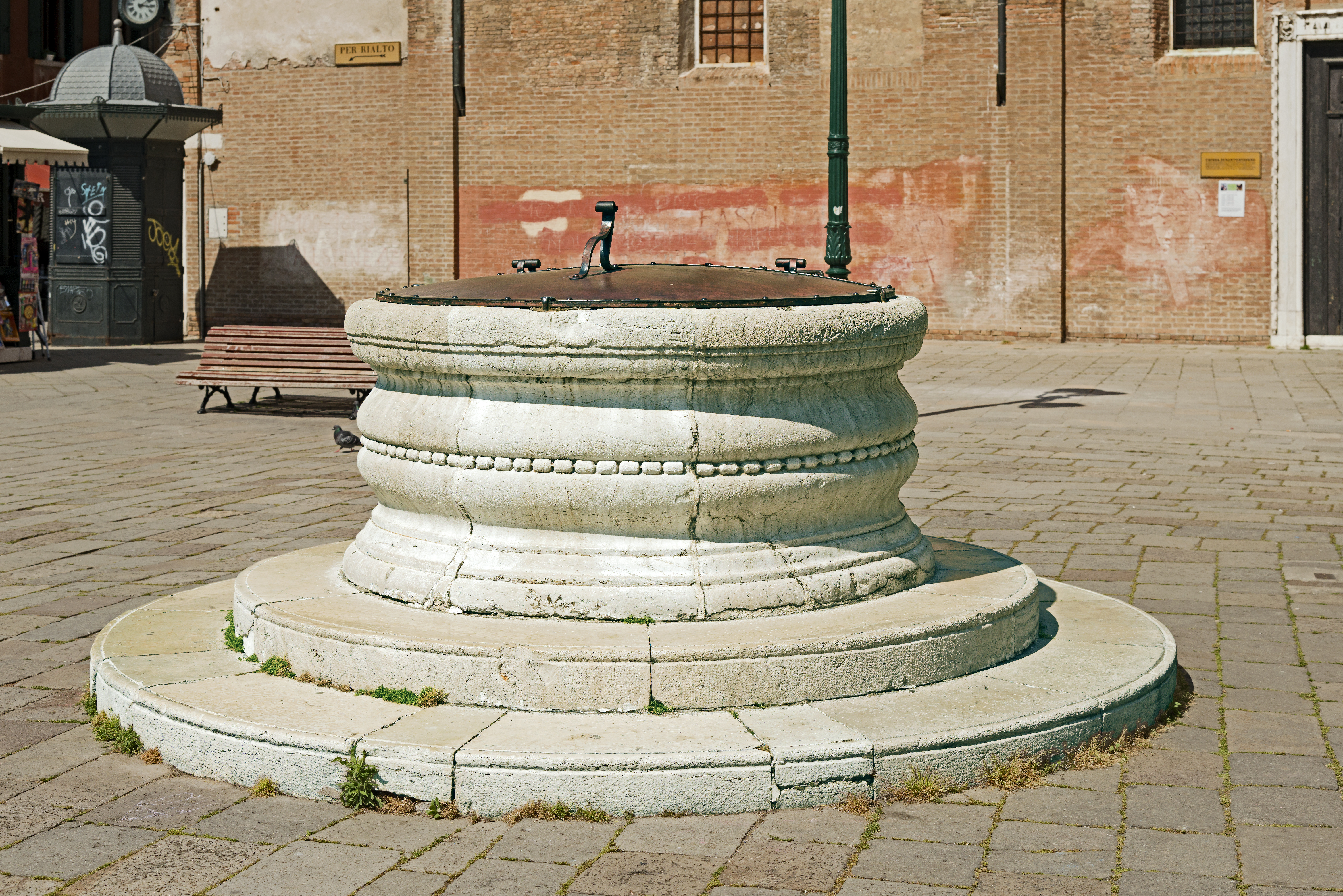
Campo Santo Stefano

Um campo em Veneza é uma praça aberta rodeada por edifícios, equivalente às praças de outras cidades.
Em Veneza, a única praça denominada "piazza" é a Praça de São Marcos: todos os outros espaços abertos são chamados campo (plural: campi) ou por campiello quando de menor dimensão. O nome deriva do facto de nos tempos mais antigos tais espaços serem verdadeiros campos e hortas destinados ao cultivo de legumes e em alguns casos servirem de cemitérios como era por exemplo o actual Campo Sant'Angelo).
Muitíssimos "campi" usam o nome da igreja ou de um palácio nobre que aí se situam, e outros têm nomes de ofícios ou actividades aí desempenhadas, como o Campo della Lana em Santa Croce) ou de personagens históricas, como o Campo Manin ou o Campo Bandiera e Moro).
Os "campi" e muito "campielli" têm no centro um poço. Os principais "campi" venezianos são:

## Cannaregio

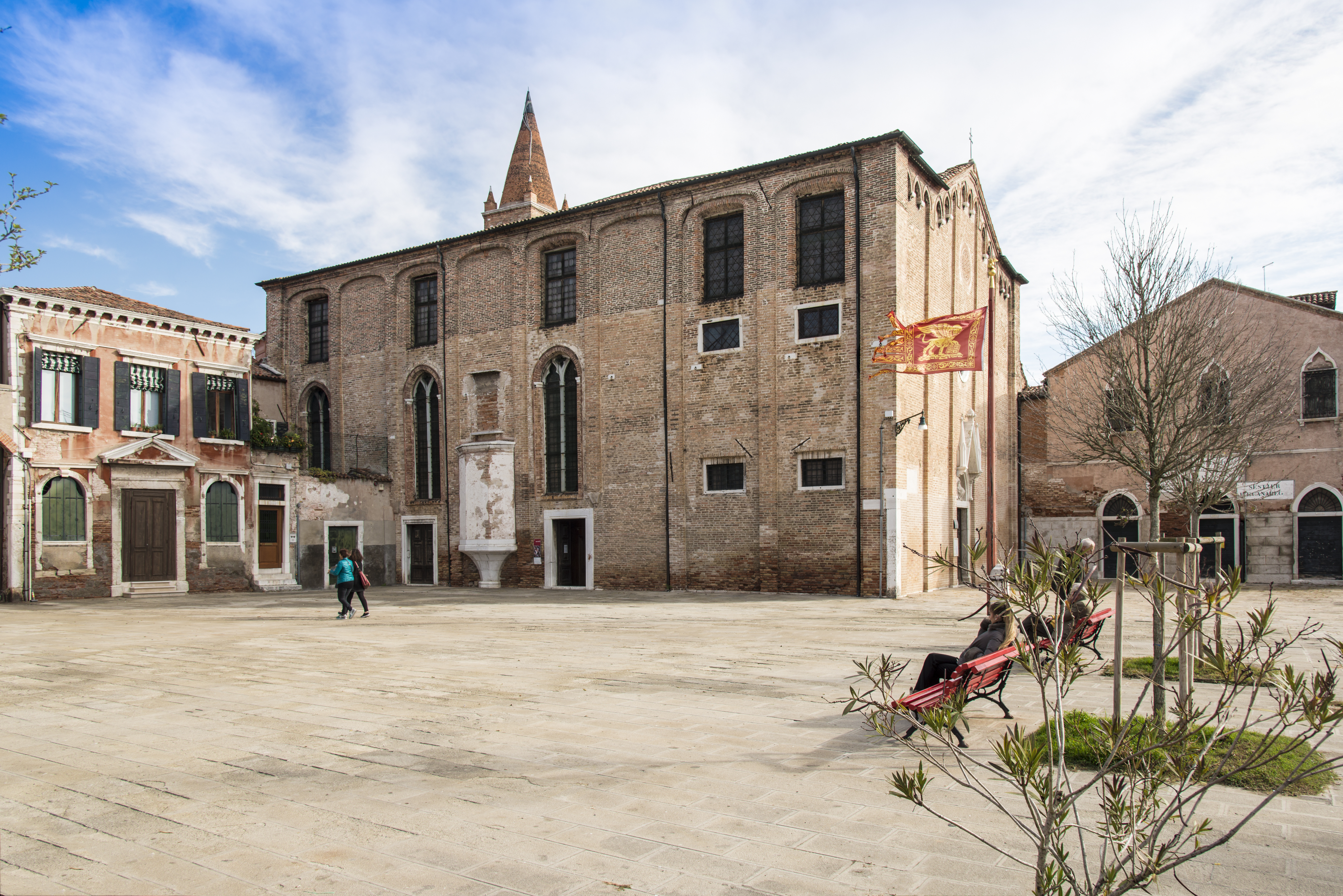
Campo Sant'Alvise
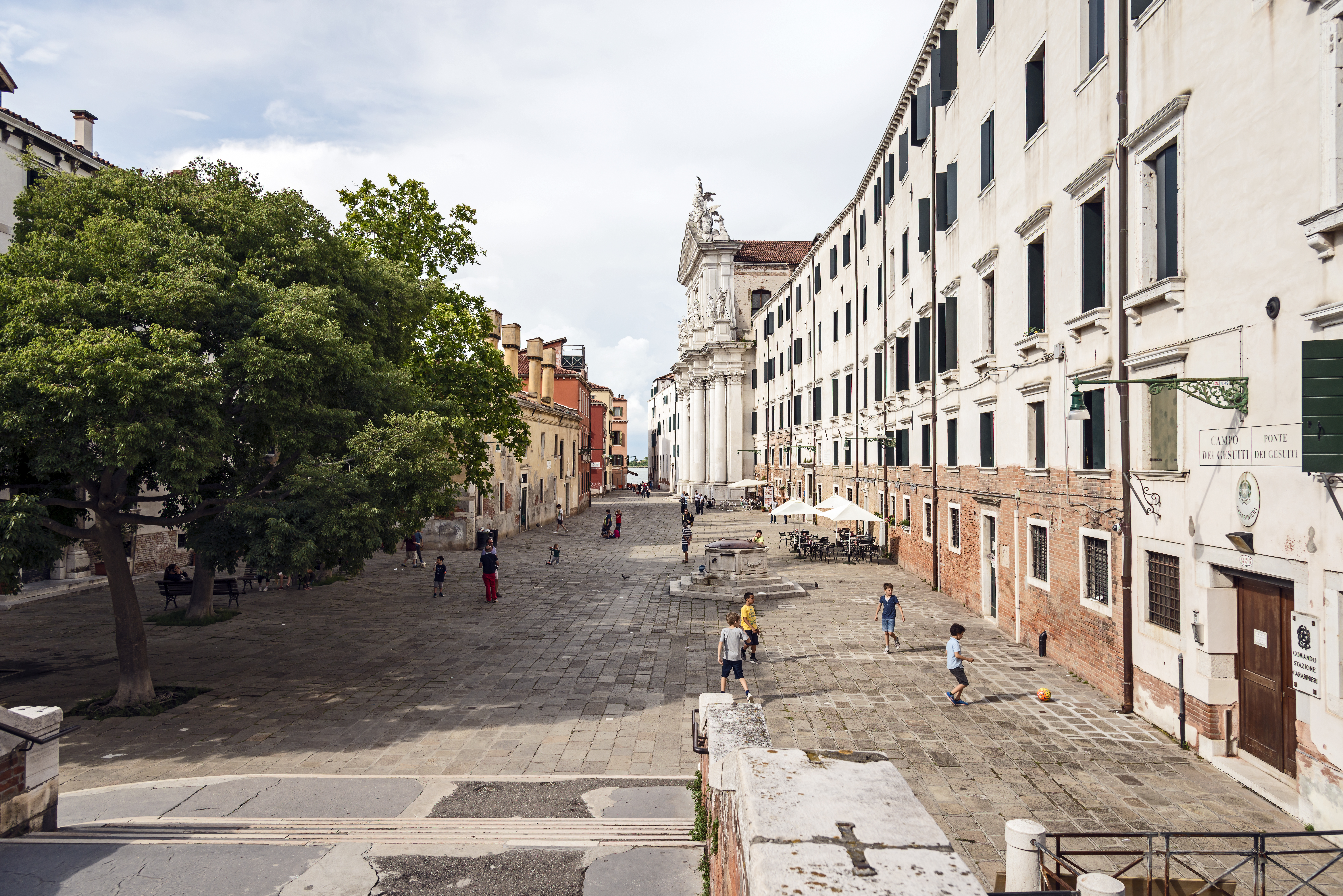
Campo dei Gesuiti
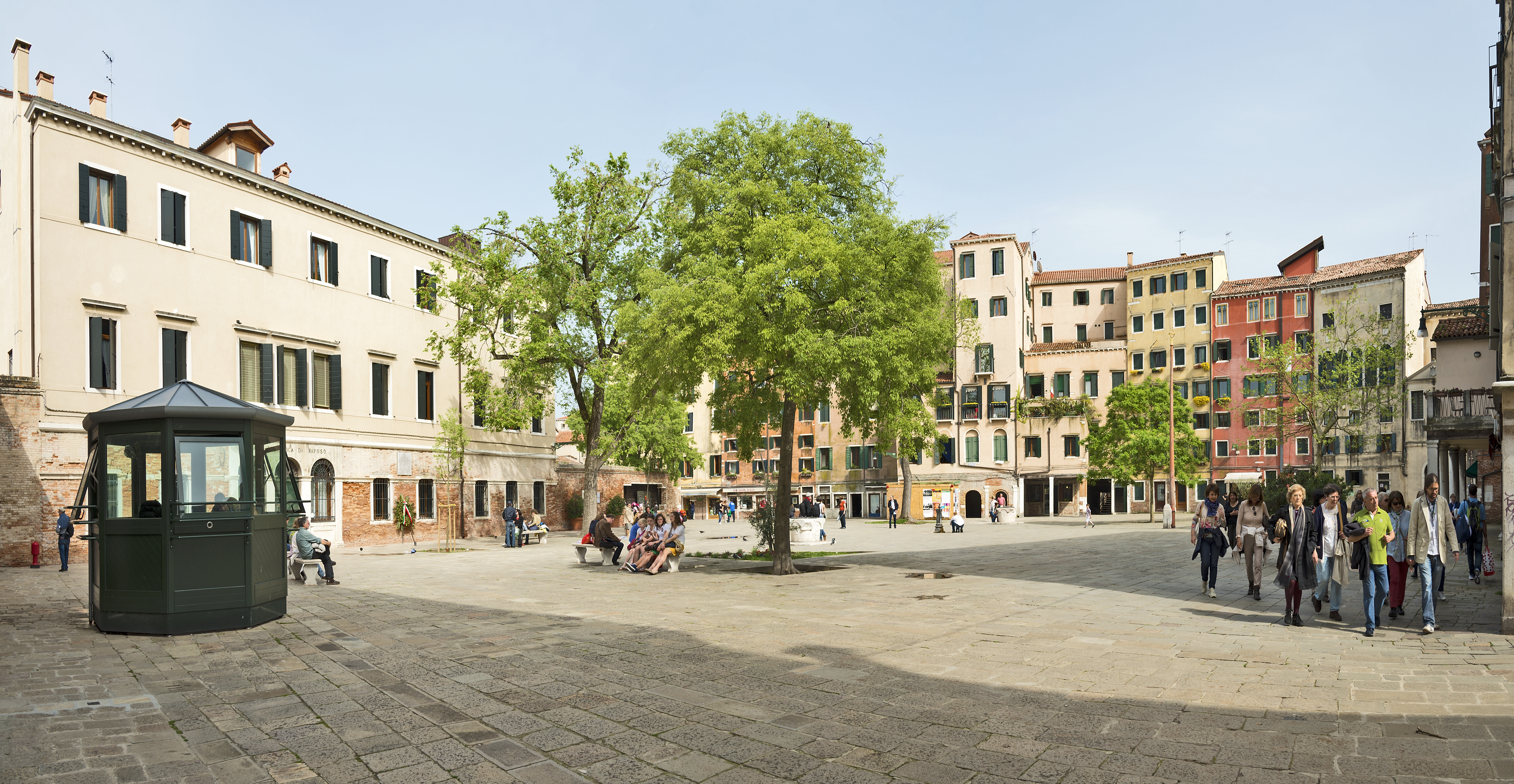
Campo del Ghetto Novo

- Campo Sant'Alvise
- Campo dei Gesuiti
- Campo del Ghetto Novo

## Castello
- campo Bandiera e Moro

Campo Santa Marina
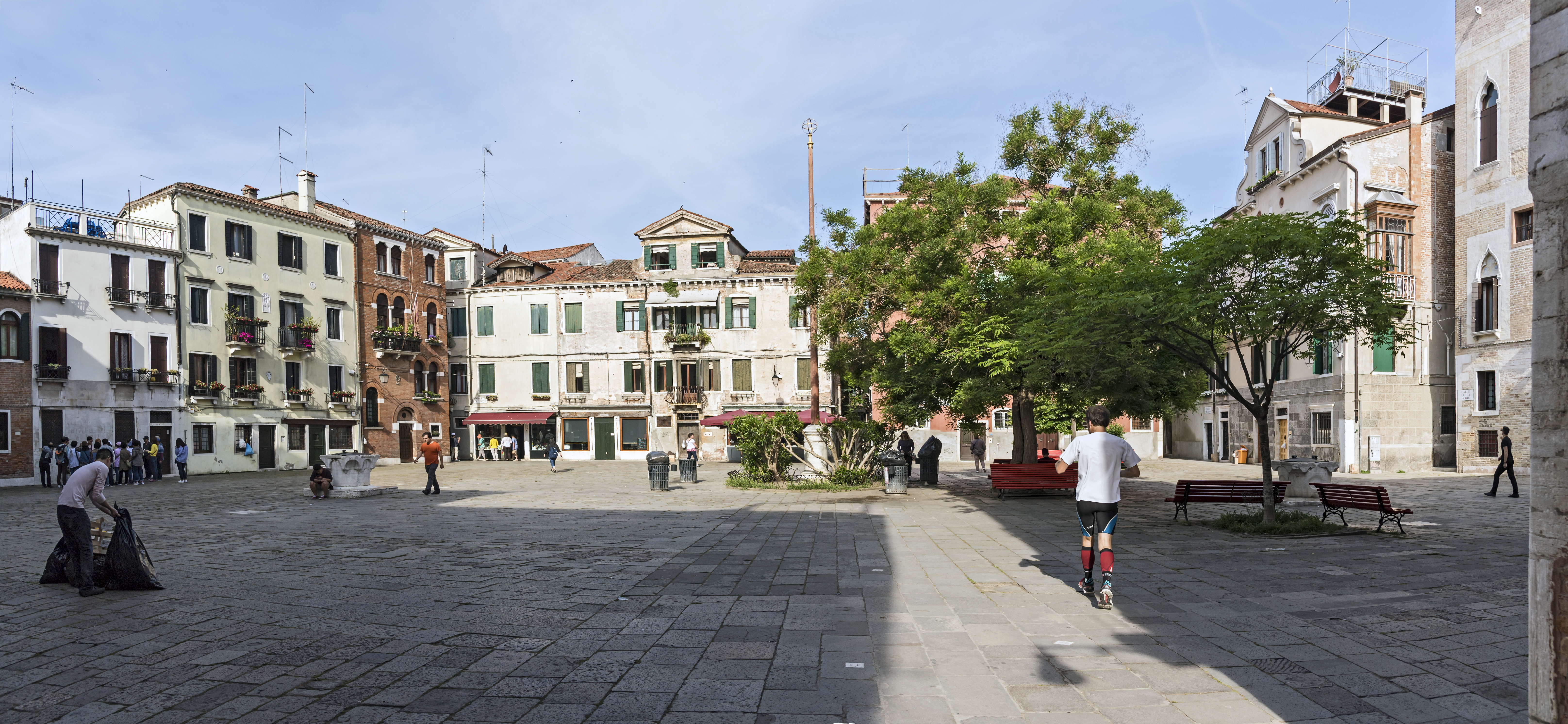
Campo Santi Giovanni e Paolo
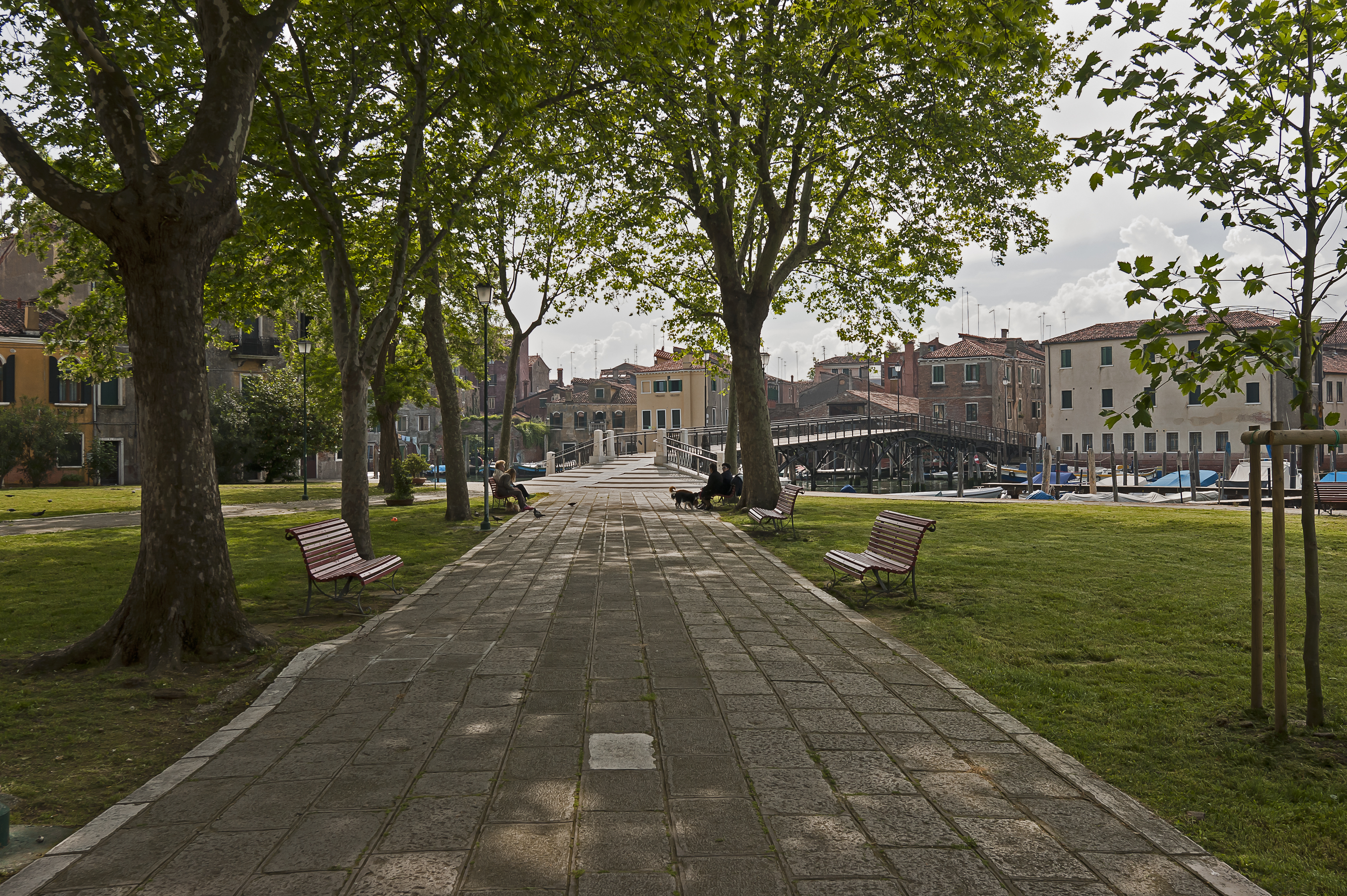
Campo San Pietro di Castello
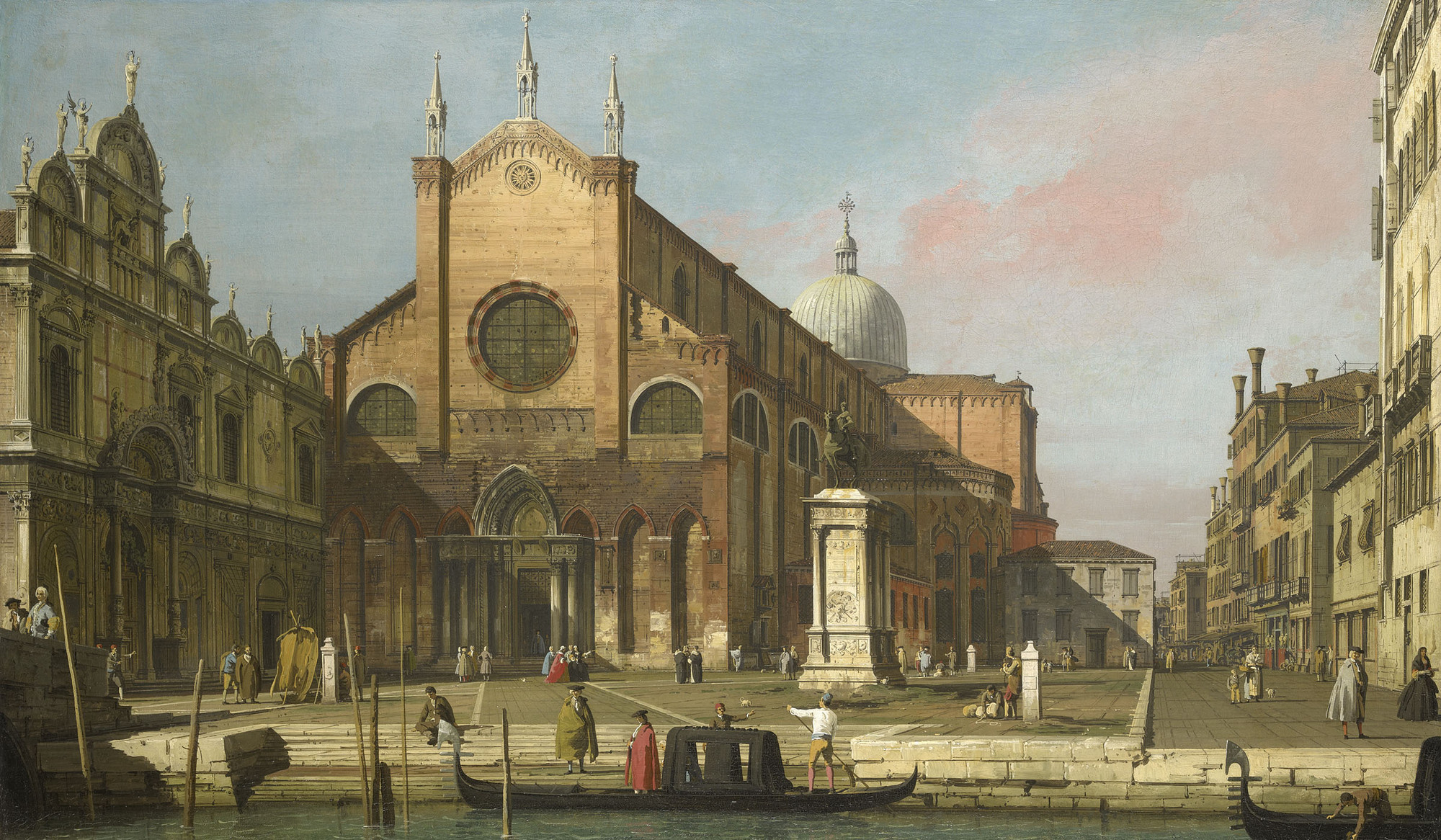
Campo san Zanipolo, Canaletto

- Campo Santa Marina
- Campo Bandiera e Moro
- Campo San Pietro di Castello
- Campo san Zanipolo, Canaletto

## Dorsoduro

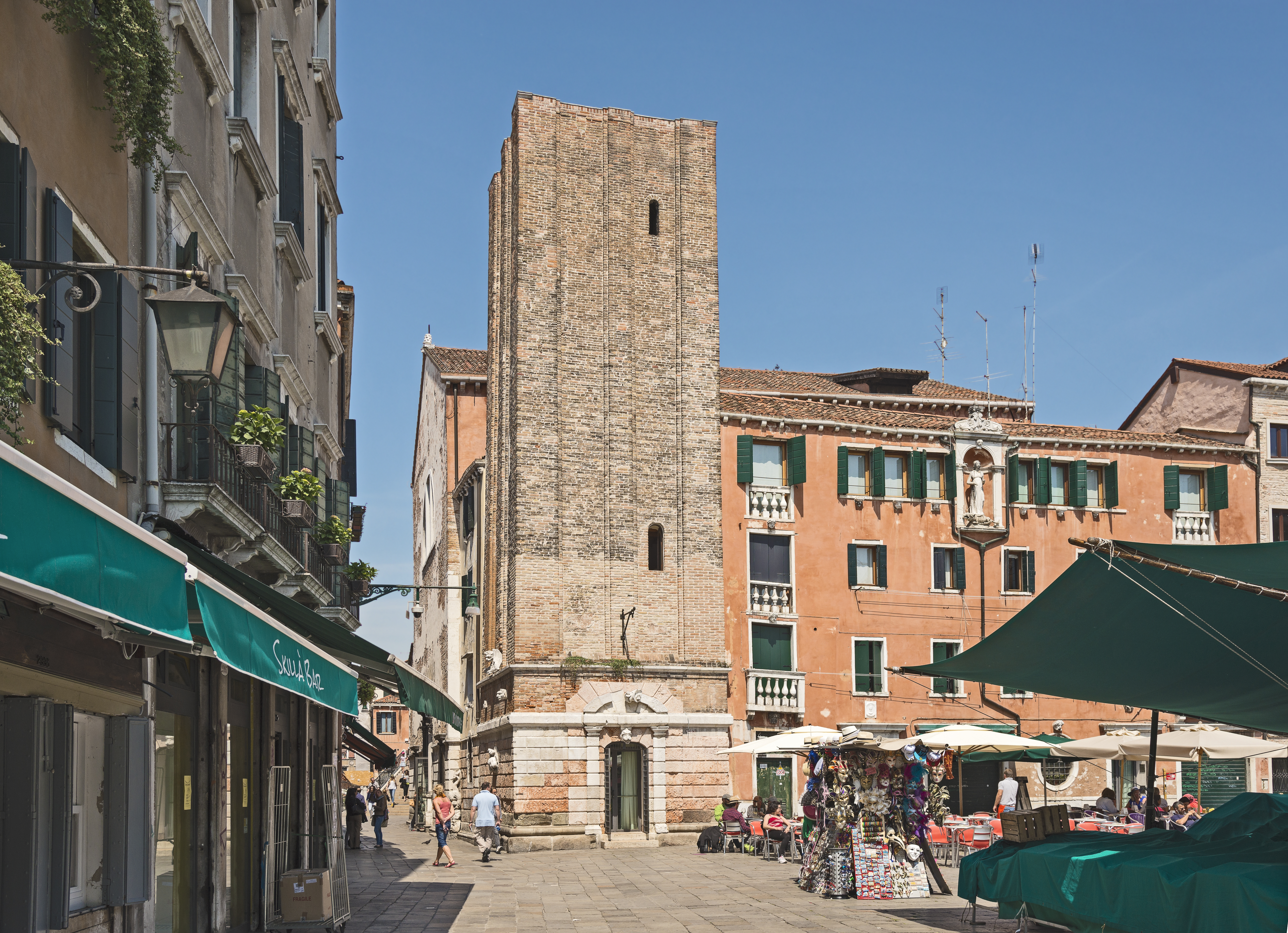
Campo Santa Margherita
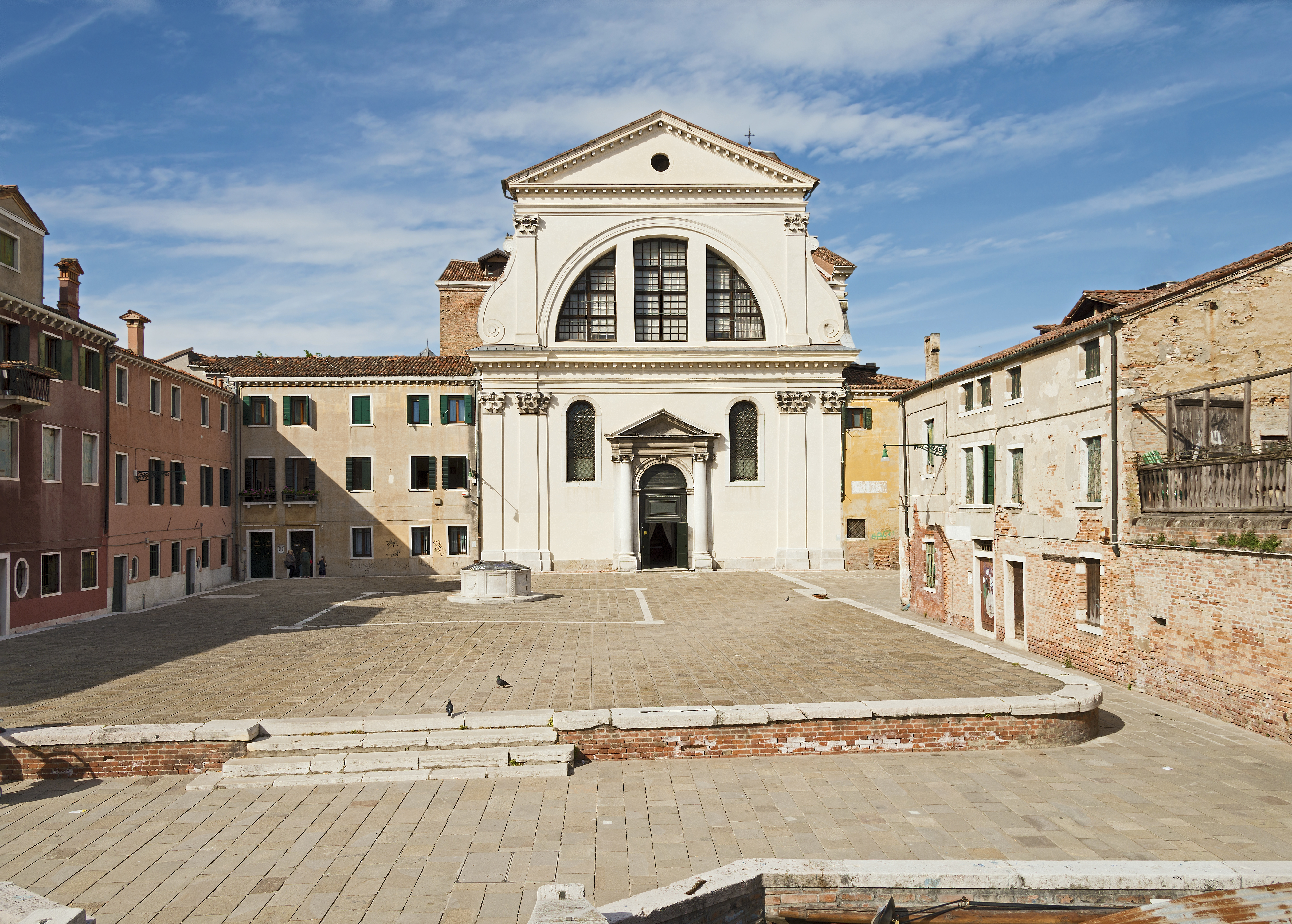
Campo San Trovaso (Dorsoduro)
- Campo della Salute (Dorsoduro)

- Campo Santa Margherita
- Campo San Trovaso

## Santa Croce

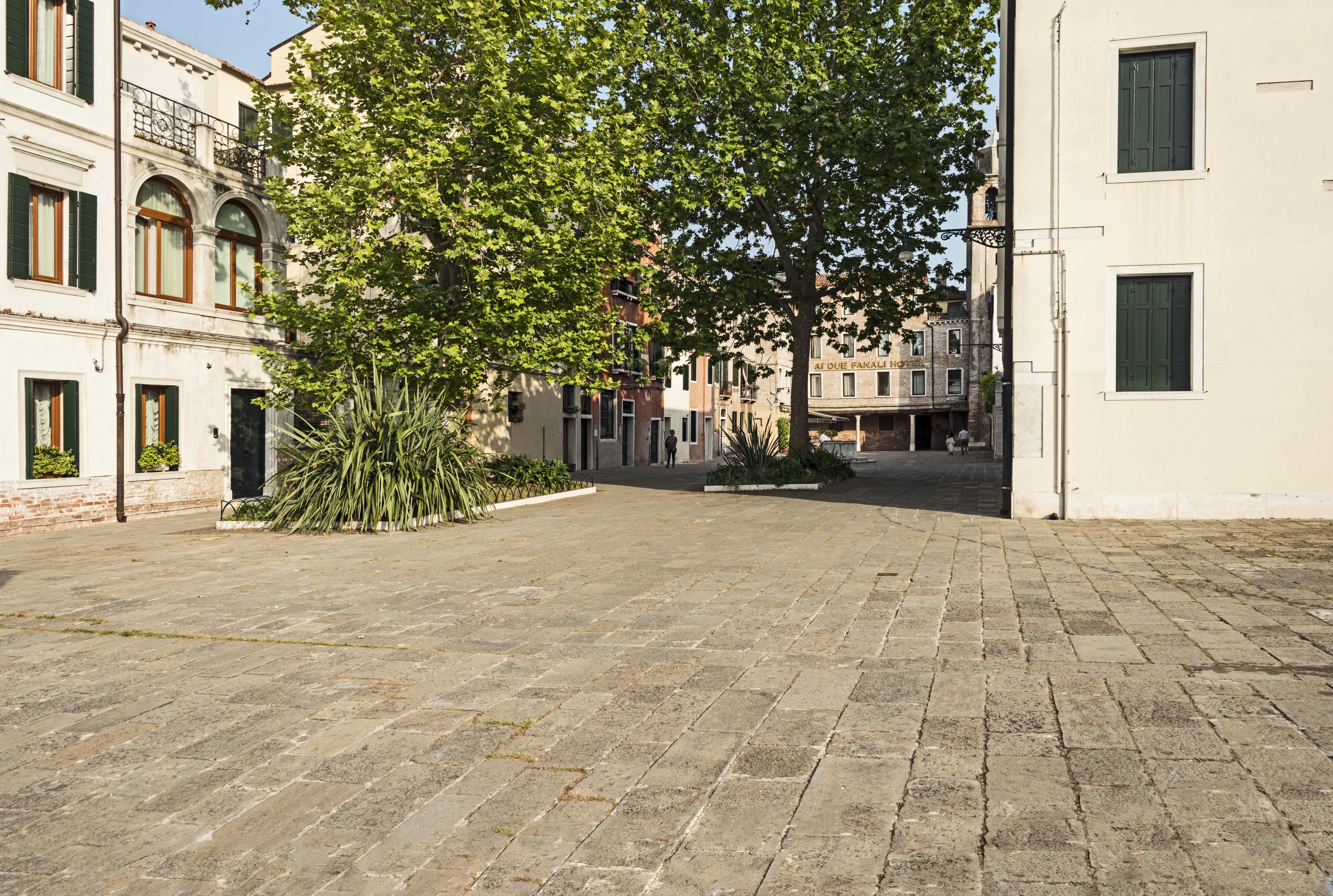
Campo San Simeon Grande
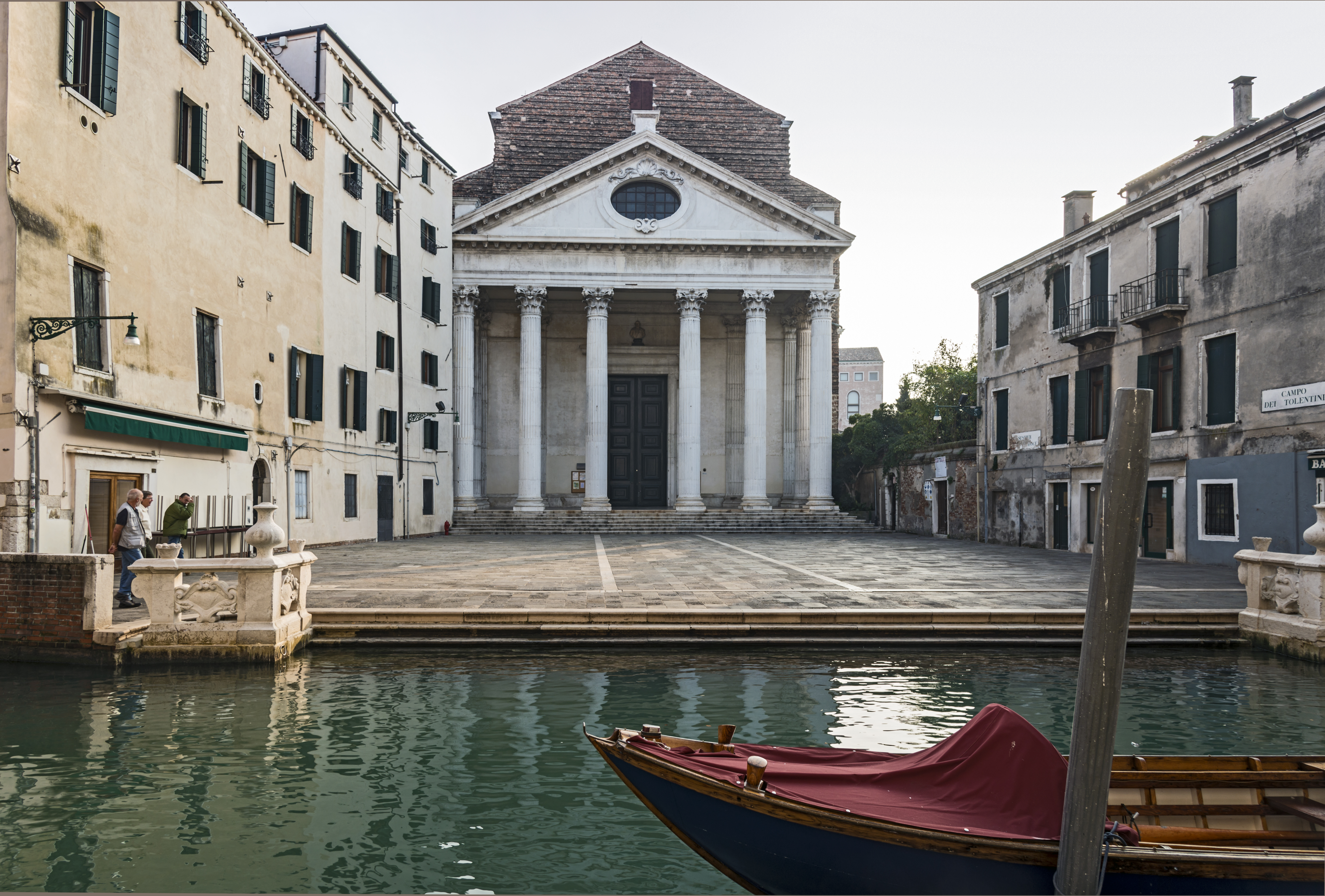
Campo dei Tolentini

- Campo San Simeon Grande
- Campo dei Tolentini

## San Marco

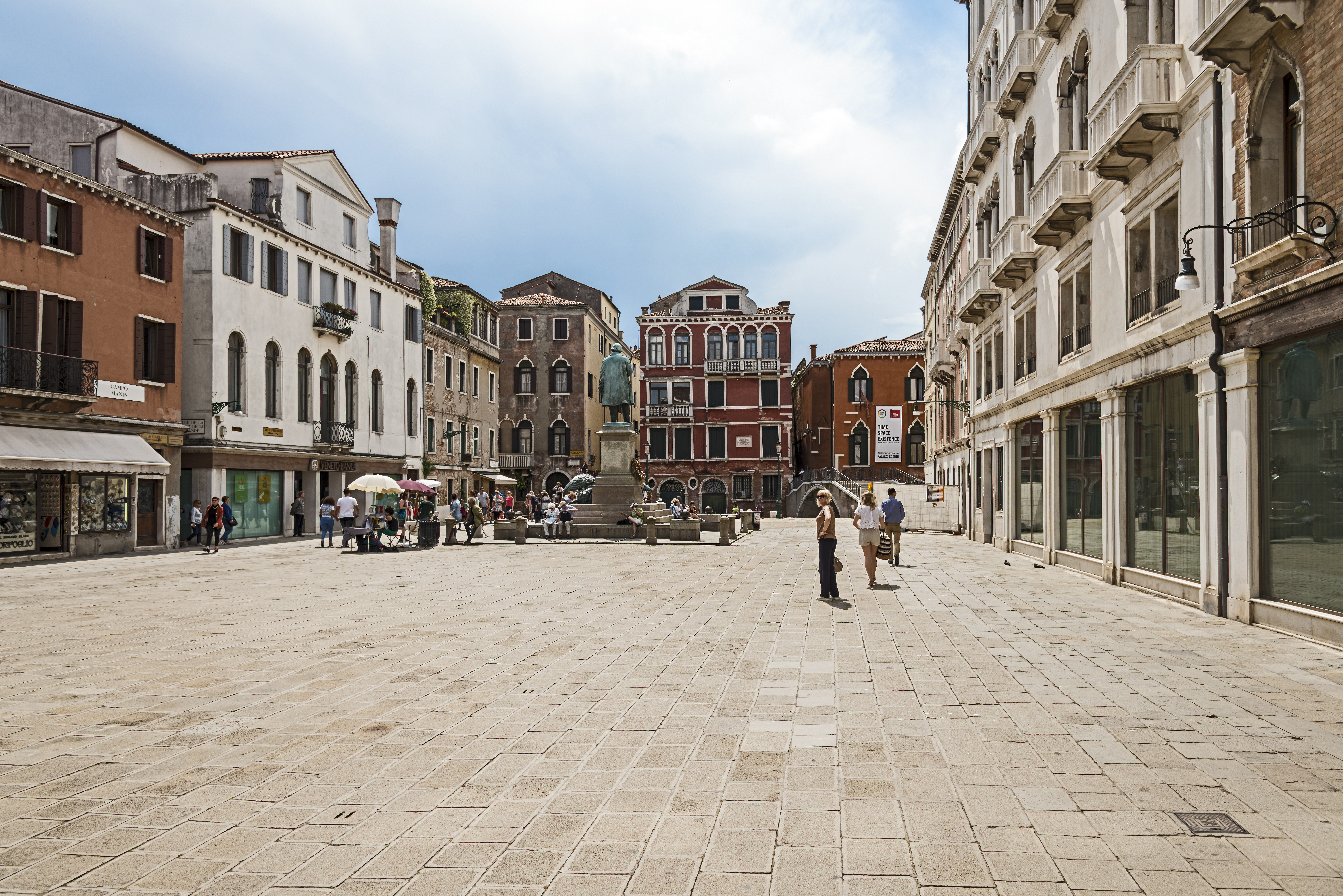
Campo Manin
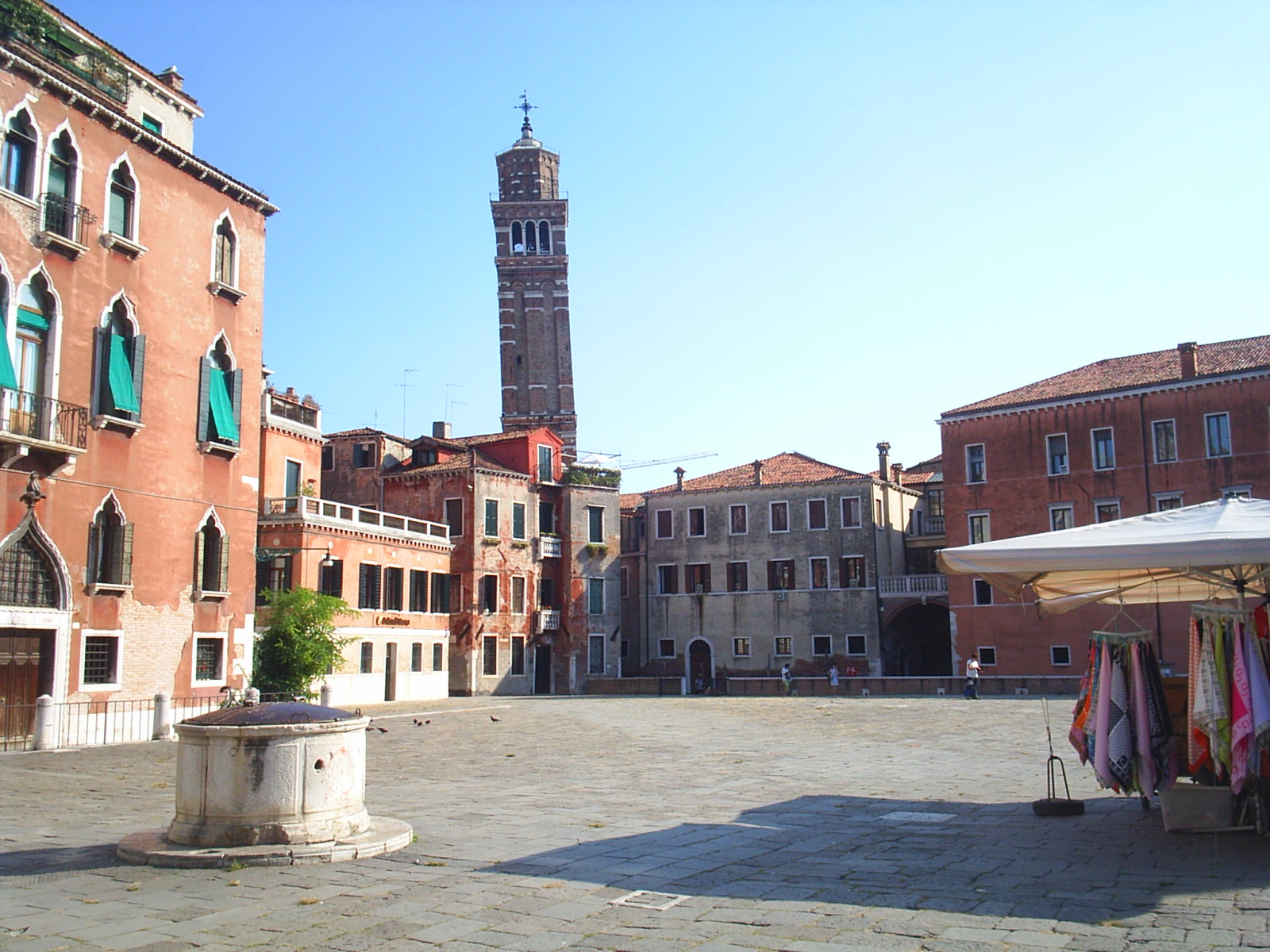
Campo Sant'Angelo
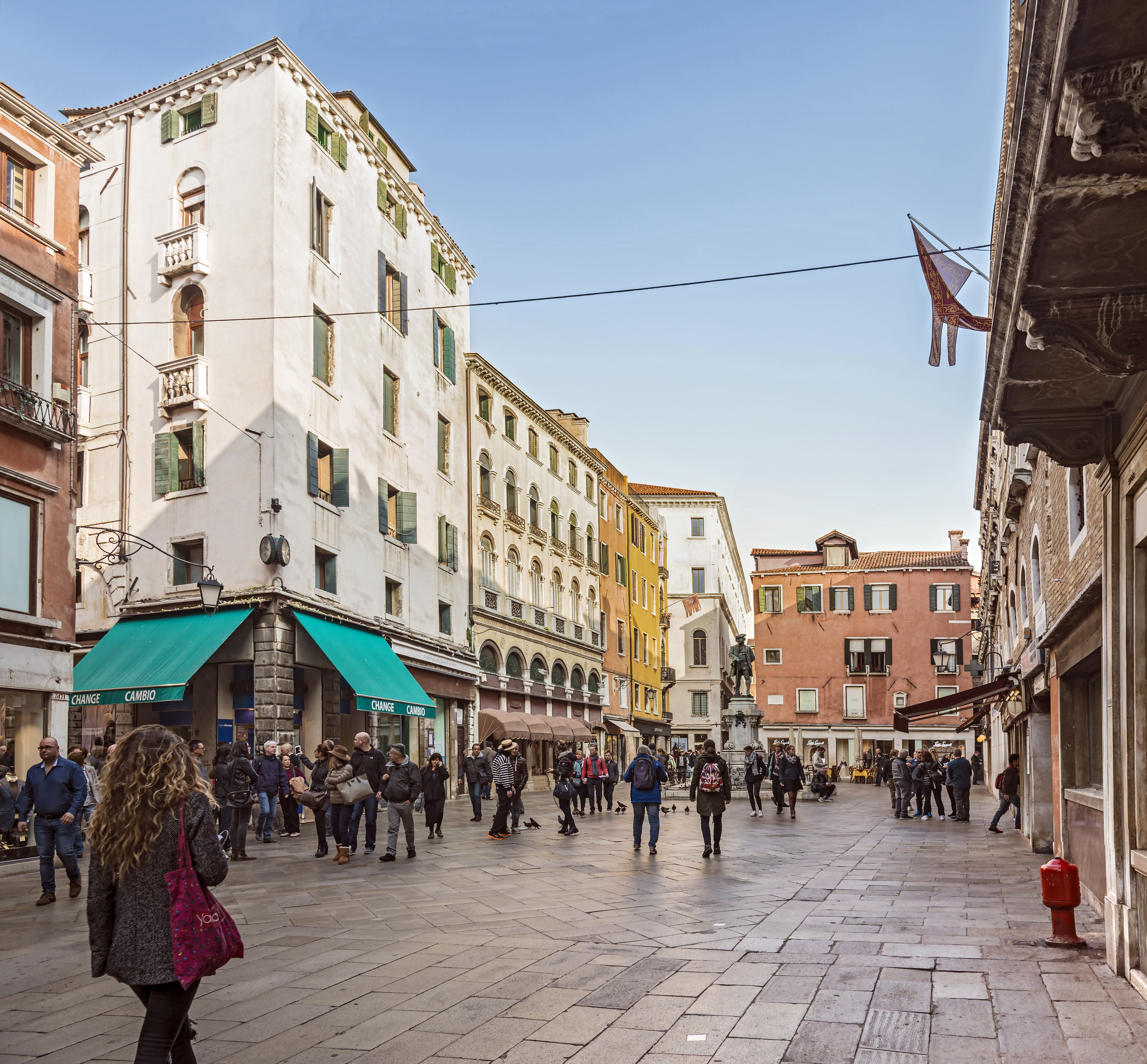
Campo San Luca
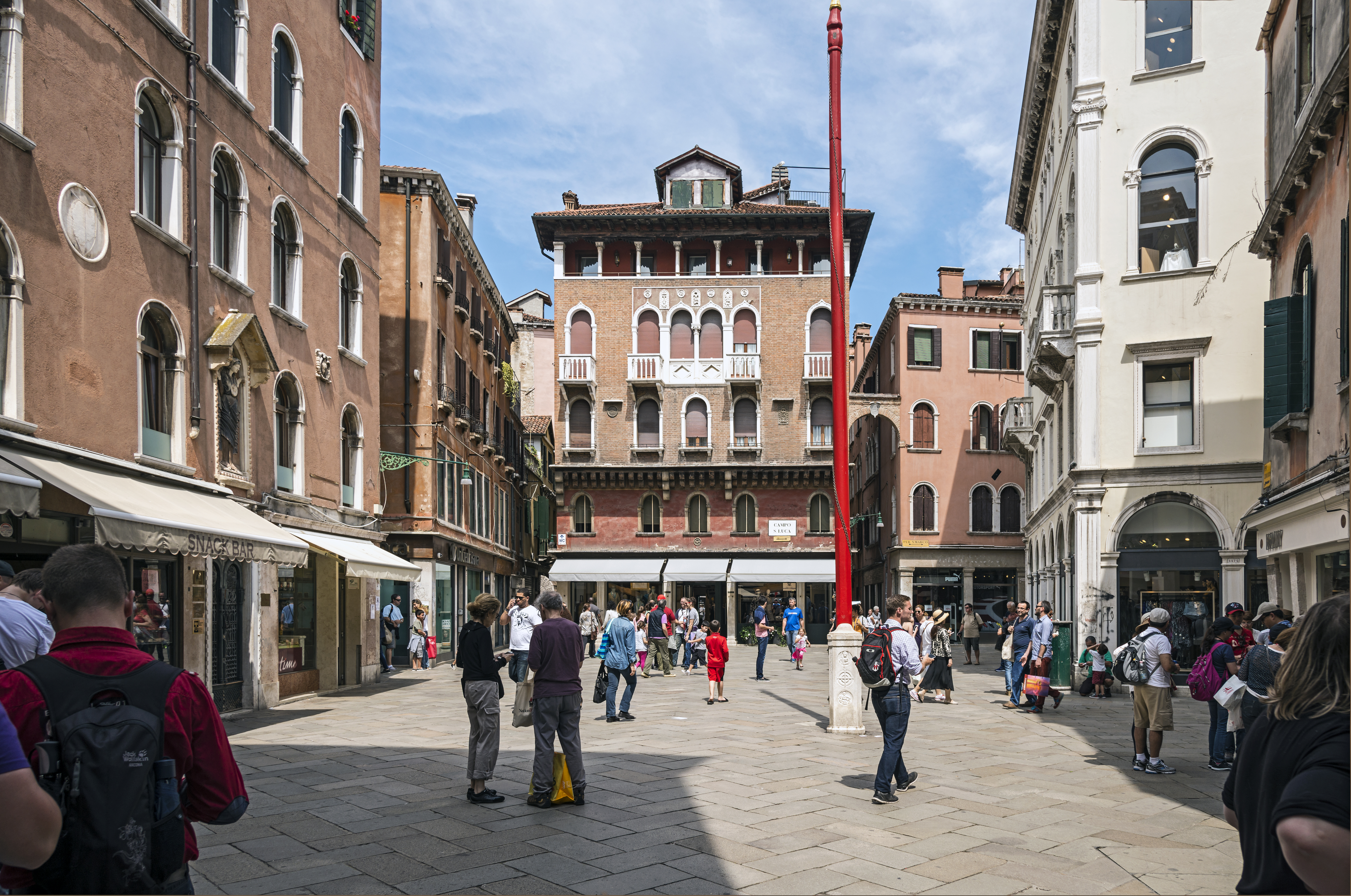
Campo Santo Stefano
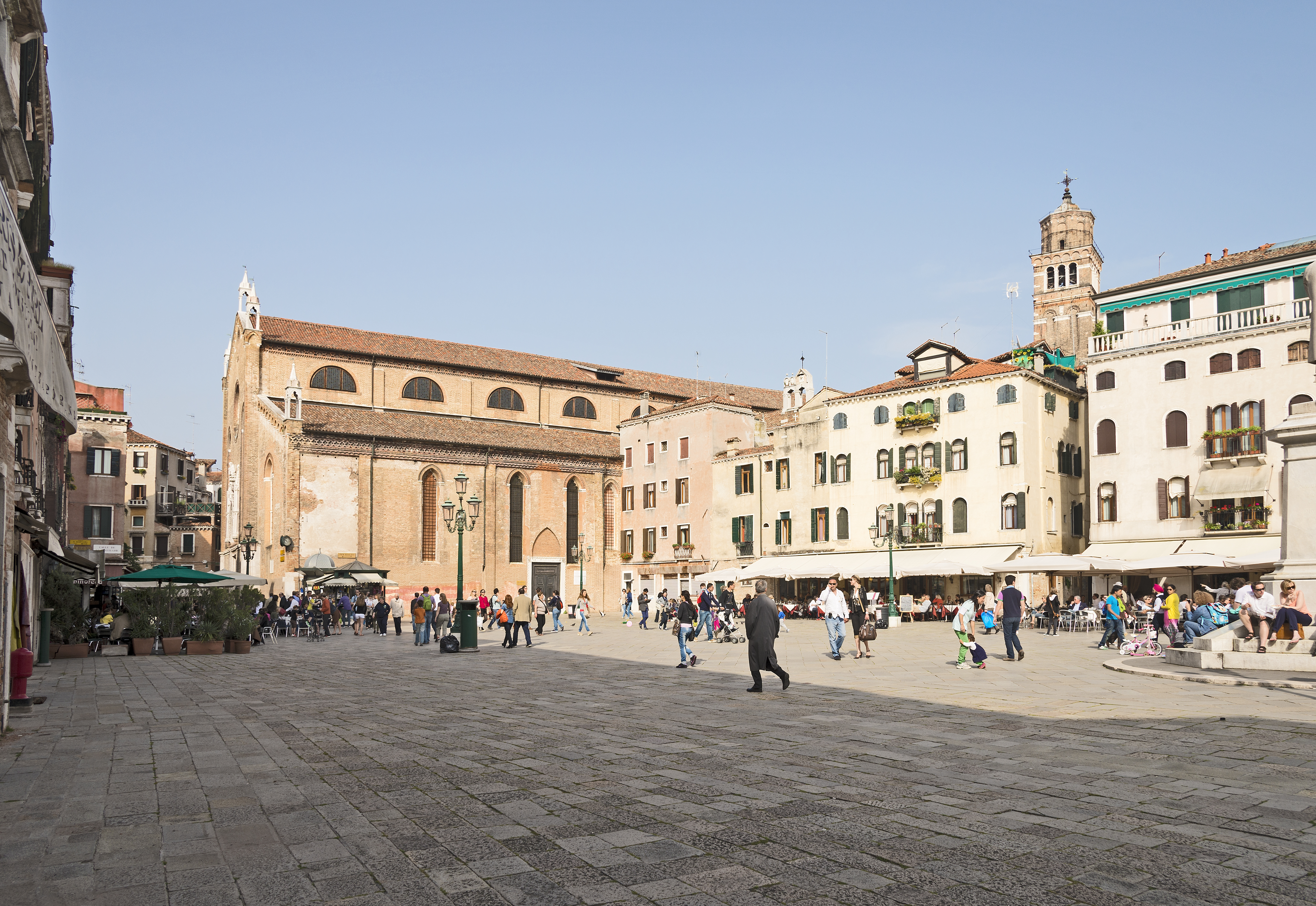
Campo San Bartolomeo

- Campo Manin
- Campo Sant'Angelo
- Campo San Bartolomeo
- Campo San Luca
- Campo Santo Stefano

## San Polo

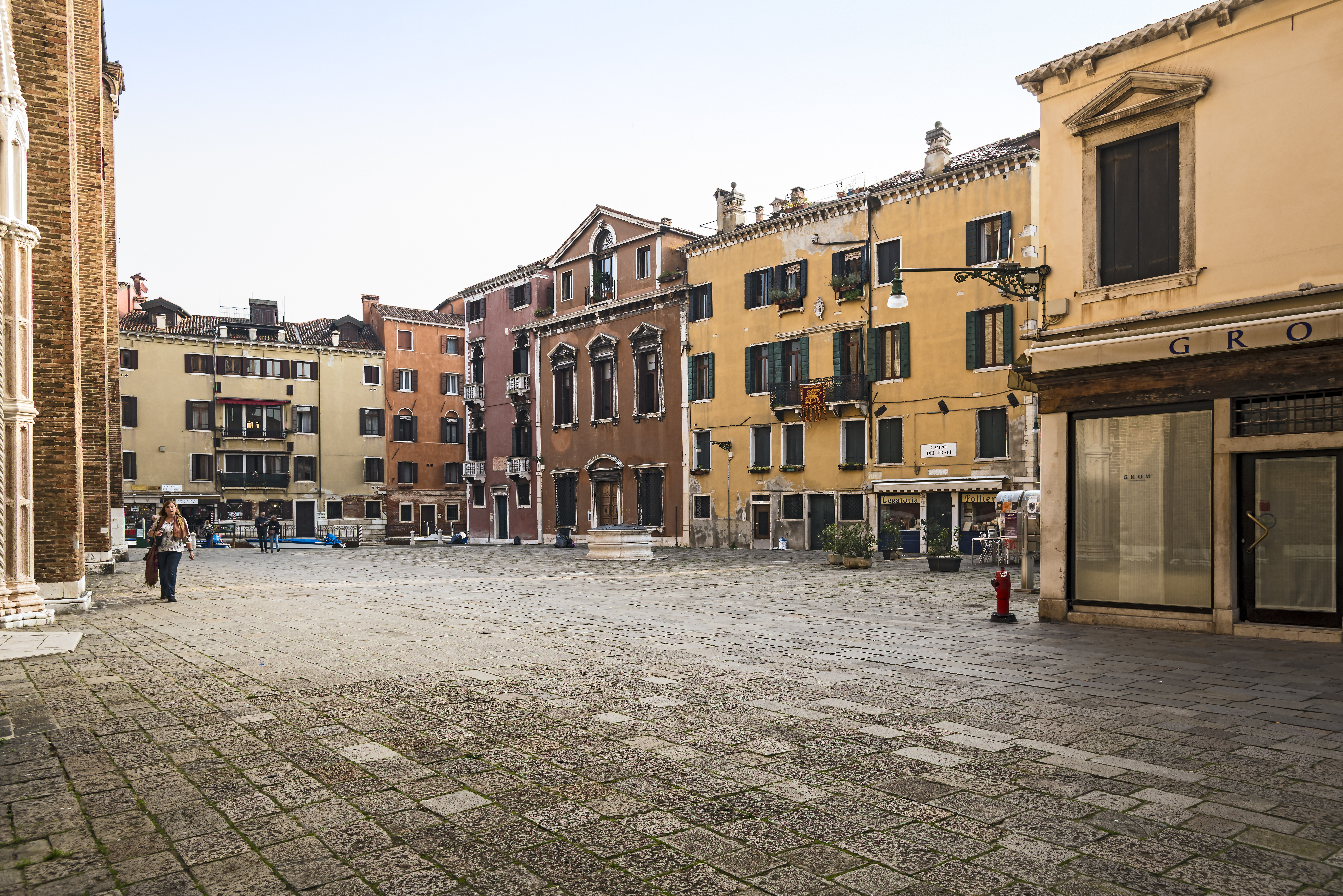
Campo dei Frari
Campo San Polo
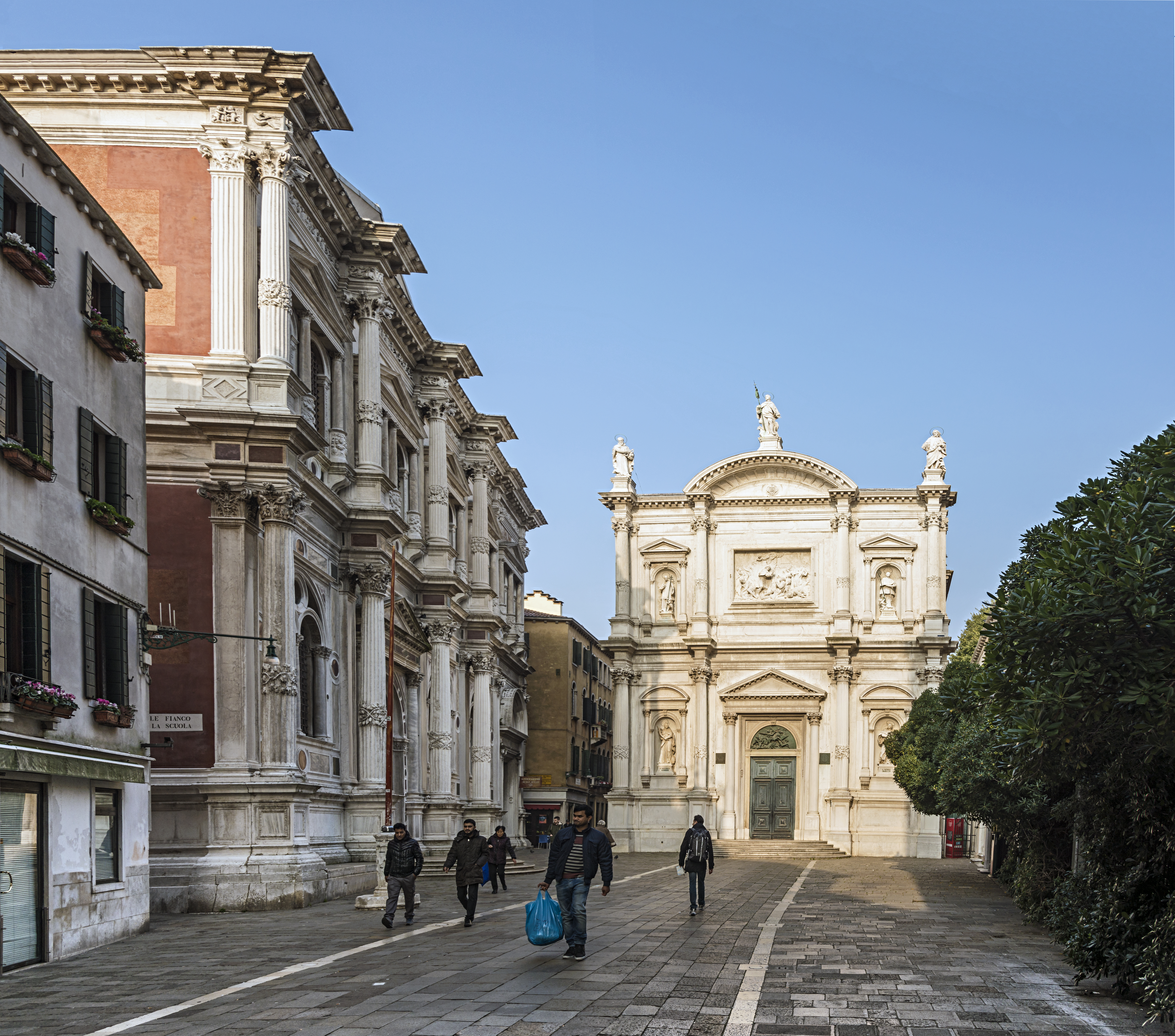
Campo Rocco

- Campo dei Frari
- El Campo San Polo
- Campo San Rocco